# Anticoma dahli
Anticoma dahli är en rundmaskart som beskrevs av Christian Wieser 1953. Anticoma dahli ingår i släktet Anticoma och familjen Anticomidae. Inga underarter finns listade i Catalogue of Life.